# Jiro Mikami
Jiro Mikami (Japans: 三上次郎, Mikami, Jirō) (Hyuga, 27 januari 1961) is een Japans componist, muziekpedagoog en dirigent.

## Levensloop
Mikami studeerde aan de Musashino Academy of Music (Musashino Academia Musicae) in Tokio en behaalde zijn Bachelor of Arts in 1983. In 1985 behaalde hij zijn Master of Music aan hetzelfde conservatorium. In 1984 won hij met zijn Sinfonietta voor harmonieorkest een compositiewedstrijd van de All Japan Band Association  en het werk werd op het navolgende concours verplicht gesteld. Voor het bedrijfsharmonieorkest van de Toshiba EMI concern schreef hij zijn Nostalgia in 1985. Eveneens in 1985 kreeg hij een eervolle vermelding tijdens de Japanese Band Association Shitaya Awards (下谷賞 (Shitaya-shō)). In 1990 won hij eveneens de compositiewedstrijd voor het International Youth Music Festival (IYMF).
Hij is als gast-dirigent verbonden aan het Nagasaki Wind Orchestra. Mikami werkt eveneens als professor aan de faculteit voor opvoedkunde van de Universiteit Nagasaki en als docent voor muziektheorie aan de Musashino Academy of Music in Tokio.
Als componist schreef hij vooral voor harmonieorkest, maar ook voor orkest en kamermuziek.

## Composities

### Werken voor orkest
- 2002 Illusion for Beyond, voor orkest
- Lyrische landschappen, voor piano en orkest

### Werken voor harmonieorkest en brassband
- 1983 Sinfonietta, voor harmonieorkest
- 1985 Nostalgia, voor harmonieorkest
- 1986 Symfonie, voor harmonieorkest
- 1990 Dance of Illusions, voor harmonieorkest
- 2001 Fanfare and Fuga, voor harmonieorkest
- 2002 Präludium, voor harmonieorkest
- 2004 Suite for Celebration, voor harmonieorkest
- Hymne aan de morgen, voor harmonieorkest
- Music for Commencement, voor harmonieorkest
- My Fantasy, voor harmonieorkest
- Ouverture concertante, voor harmonieorkest
- Prelude II, voor harmonieorkest
- Scherzo, voor harmonieorkest

### Vocale muziek

#### Werken voor koor
- 2001 Invocation for Flowers, voor vrouwenkoor en piano

### Kamermuziek
- 1992 In-ei, voor dwarsfluit en gitaar
- 2003 Fantasy "For this autumn", voor dwarsfluit en piano
- 2004 Sonate, voor cello en piano
- 2007 Kwintet, voor koperblazers (2 trompetten, hoorn, trombone en tuba)
- 2008 Fragment, voor viool, cello en piano
- Aki no Jyoso (Herbstpräludium), voor hobo, klarinet en fagot

### Werken voor piano
- Sonate nr. 1
- Sonate nr. 2

### Werken voor gitaar
- 1991 3 stray thoughts